# Habronema leptoptera
Espèce
Synonymes
- Spiroptera leptoptera Rudolphi, 1819 (protonyme)
- Cyrnea leptoptera (Rudolphi, 1819)
- Procyrnea leptoptera (Rudolphi, 1819)
- Seurocyrnea leptoptera (Rudolphi, 1819)

Habronema leptoptera est une espèce de nématodes de la famille des Habronematidae et parasite d'oiseaux.

## Hôtes
Habronema leptoptera parasite l'Épervier d'Europe (Accipiter nisus) et le Faucon hobereau (Falco subbuteo).

## Taxinomie
L'espèce est décrite en 1819 par le zoologiste allemand Karl Asmund Rudolphi sous le protonyme Spiroptera leptoptera.